# Sant Climenç
Sant Climenç es una entidad de población española del municipio de Pinell, perteneciente a la provincia de Lérida, en la comunidad autónoma de Cataluña.

## Toponimia
El lugar puede aparecer referido como «Sant Climenç», «San Clemente» y «San Climens».

## Historia
Hacia mediados del siglo XIX, el lugar, por entonces con ayuntamiento propio, tenía contabilizada una población de veinticinco habitantes. Aparece descrito en el sexto volumen del Diccionario geográfico-estadístico-histórico de España y sus posesiones de Ultramar de Pascual Madoz con las siguientes palabras:

CLEMENTE San): l. con ayunt. en la prov. de Lérida (13 1/2 leg.), part. jud. y dióc. de Solsona (2), aud. terr. y c. g. de Cataluña (Barcelon 17): sit. en un llano al pie del camino que dirige de Solsona á Sanahuja: la combaten principalmente los vientos de O. y N., y el clima frio, produce catarrales. Tiene 13 casas y la igl. (San Clemente), es aneja de la parr. de Miraver cuyo cura la sirve. Los hab. de este pueblo, se surten de agua para sus necesidades domésticas, de balsas y pozos por escasear las fuentes. Cerca del mismo existen grandes restos de una torre de moros conocidos vulgarmente por la Torre del molino de viento, circunstancia que unida á la especial construccion de la obra, induce á conjeturar si efectivamente fué tal molino en tiempos antiguos. Confina el term. por N. y O. con el de Pinell á 3/4 de hora: E. con el de Miraver á 1/2, y O. con el de Llobera á igual dist.: el terreno es generalmente cortado, de secano y de inferior calidad: los caminos son transversales y en mal estado; y el correo se recibe de Solsona. prod.: centeno, escaña, algunas legumbres, bellota y un poco de vino malo; la principal cosecha es la del centeno; se cria ganado lanar, cabrio y de cerda, aunque en poca cantidad: y hay caza de conejos, perdices y liebres. pobl.: 4 vec., 25 alm. cap. imp., 16,653 rs. contr.: el 14'28 por 100 de esta riqueza.
(Madoz, 1847, p. 479)

En la actualidad, pertenece al municipio de Pinell. En 2022, la entidad singular de población tenía empadronados 96 habitantes y el núcleo de población, 43.